# ロニー・モントローズ
ロニー・モントローズ（Ronnie Montrose、1947年11月29日 - 2012年3月3日）は、アメリカのギタリスト。エドガー・ウィンター・グループへの参加や、モントローズやガンマでの中心人物としての経歴、多くのセッション活動やソロ活動で知られる。

## 来歴
サンフランシスコに生まれる。幼少時に母親の出身地のコロラド州に移り住む。デンバーで大半の期間を暮らし、16歳のときに家を出た。
1969年、ベーシストのビル・チャーチと「Sawbuck」というバンドを結成。ファースト・アルバム用のレコーディングを行っている頃、プロデューサーのデヴィッド・ルービンソンは丁度ヴァン・モリソンのアルバム制作のためにオーディションを行っていた。Sawbuckのアルバムにモントローズは数曲のみ参加し、ビル・チャーチと共にモリソンのアルバム『テュペロ・ハニー』（1971年）に全面的に参加した。また、このときのセッションで録音された「Listen to the Lion」は『セント・ドミニクの予言』（1972年）に収録された。
ボズ・スキャッグスのバンドに短期間いたのち、1972年、エドガー・ウィンター・グループの結成に参加した。同年11月、『ゼイ・オンリー・カム・アウト・アット・ナイト』を発表。リック・デリンジャーも参加したアルバムであるが、シングルカットされた「フランケンシュタイン」のギターはモントローズである。
1973年、自身のバンド、モントローズを結成した。
ジャズ・フュージョン分野での活動でも知られる。1971年にはハービー・ハンコックの初電化セクステット・アルバム『エムワンディシ』に参加。1978年にはトニー・ウィリアムスのバンドの一員として来日しライブ・アンダー・ザ・スカイ'78で日本の聴衆にも生の演奏を披露した。このときの演奏はトニーのアルバム『ジョイ・オブ・フライング』で聴くことができる。
2012年3月3日、死去。64歳没。当初は病死と伝えられたが、後に長らく患っていた鬱病が原因とされる自殺であることが明らかになった。

## ディスコグラフィ

### ソロ・アルバム
- 『未来への天授』 - Open Fire (1978年)
- 『テリトリー』 - Territory (1986年)
- 『ザ・スピード・オブ・サウンド』 - The Speed of Sound (1988年)
- The Diva Station (1990年)
- 『ミュータティス・ミュータンディス』 - Mutatis Mutandis (1991年)
- Music from Here (1994年)
- Mr. Bones (1996年) ※セガサターン用のアクションゲームMr.BONESのサウンドトラック
- Roll Over and Play Live (1999年) ※ライブ
- Bearings (1999年)
- 『テン・バイ・テン』 - 10x10 (2017年)

### モントローズ
- 『ハード☆ショック!』 - Montrose (1973年)
- 『ペイパー・マネー (灼熱の大彗星)』 - Paper Money (1974年)
- 『ワーナー・ブラザーズ・プレゼンツ』 - Warner Brothers Presents... Montrose! (1975年)
- 『反逆のジャンプ』 - Jump On It (1976年)
- 『ミーン』 - Mean (1987年)
- 『ヴェリー・ベスト・オブ・モントローズ』 - The Very Best of Montrose (2000年) ※コンピレーション

### ガンマ
- 『ガンマ生誕』 - Gamma 1 (1979年)
- 『ガンマ2』 - Gamma 2 (1980年)
- 『ムーヴィング・ヴァイオレーション』 - Gamma 3 (1982年)
- The Best of Gamma (1992年)
- Gamma 4 (2000年)

### 参加アルバム
- ハービー・ハンコック : 『エムワンディシ』 – Mwandishi (1971年)
- ヴィクトリア : Victoria (1971年)
- ビーバー&クラウゼ : Gandharva (1971年)
- ヴァン・モリソン : 『テュペロ・ハニー』 – Tupelo Honey (1971年)
- ソーバック : Sawbuck (1972年)
- ヴァン・モリソン : 『セント・ドミニクの予言』 – Saint Dominic's Preview (1972年)
- エドガー・ウィンター・グループ : 『ゼイ・オンリー・カム・アウト・アット・ナイト』 – They Only Come Out at Night (1972年)
- キャシー・マクドナルド : 『精神病棟』 – Insane Asylum (1973年)
- ゲイリー・ライト : 『夢織り人 - ドリーム・ウィーヴァー』 – The Dream Weaver (1975年)
- ボー・ブラメルズ : The Beau Brummels (1975年)
- ダン・ハートマン : 『衝撃のイメージ』 – Images (1976年)
- フードゥー・リズム・デヴィルズ : Safe in Their Homes (1976年)
- トニー・ウィリアムス : 『ジョイ・オブ・フライング』 – The Joy of Flying (1978年)
- ニコレット・ラーソン : 『愛の季節』 – In the Nick of Time (1979年)
- ローレン・ウッド : 『恋のトライアングル』 – Lauren Wood (1979年)
- アース・クウェイク : 『グッドバイ・カリフォルニア』 – Two Years in a Padded Cell (1979年)
- ジェイミー・シェリフ : No Heroes (1980年)
- ポール・カントナー : 『プラネット・アース・R&R・オーケストラ』 – Planet Earth Rock and Roll Orchestra (1983年)
- ネヴィル・ブラザーズ : 『アップタウン』 – Uptown (1987年)
- Various Artists : 『ギター・スピーク』 – Guitar Speak (1988年)
- ヘイスト : High Heel Heaven (1989年)
- Various Artists : Warren Miller's Born To Ski Soundtrack (1991年)
- マーク・ボニーラ : 『EE (ダブルE)・チケット』 – EE Ticket (1991年)
- マーク・ボニーラ : 『アメリカン・マタドール』 – American Matador (1993年)
- Anti-M : Positively Negative (1995年)
- グレン・ヒューズ : 『アディクション』 – Addiction (1996年)
- エドガー・ウィンター : The Real Deal (1996年)
- ケヴィン・クライダー  : Signatures (1996年)
- サミー・ヘイガー : 『マーチング・トゥ・マーズ』 – Marching to Mars (1997年)
- ヴァン・モリソン : 『フィロソファーズ・ストーン〜賢者の石』 – The Philosopher's Stone (1998年) ※1971年録音
- C・J・ハッチンス : Out of These Hands (1998年)
- デヴィッド・クライナー : Implode (1999年)
- Various Artists : 『ピンク・フロイド・トリビュート』 – An All Star Lineup Performing The Songs Of Pink Floyd (2002年)
- ジェリー・ジェニングス : Shortcut to the Center (2005年) ※1999年録音
- ブルース・ターゴン : 『アウトサイド・ルッキング・イン』 – Outside Looking In (2005年)
- Various Artists : 『バック・アゲインスト・ザ・ウォール - ピンク・フロイド・トリビュート・アルバム』 – Back Against The Wall (A Tribute To Pink Floyd) (2005年)
- Various Artists : Secondhand Smoke – A Tribute to Frank Marino (2005年)

### プロデュース・アルバム
- ミッチェル・フルーム : Key of Cool (1984年)
- ジェフ・バーリン : 『チャンピオン』 – Champion (1985年)
- ラス : 『ナッシング・トゥ・フィアー』 – Nothing to Fear (1987年)
- ヒーゼン : 『ブレイキング・ザ・サイレンス』 – Breaking the Silence (1987年)
- C・J・ハッチンス : Out of These Hands (1998年)
- ジェリー・ジェニングス : Shortcut to the Center (2005年) ※1999年録音
- Y&T : 『アンアースドVOL.2』 – Unearthed, Vol. 2 (2005年)